# Biała Góra (Wyżyna Olkuska)

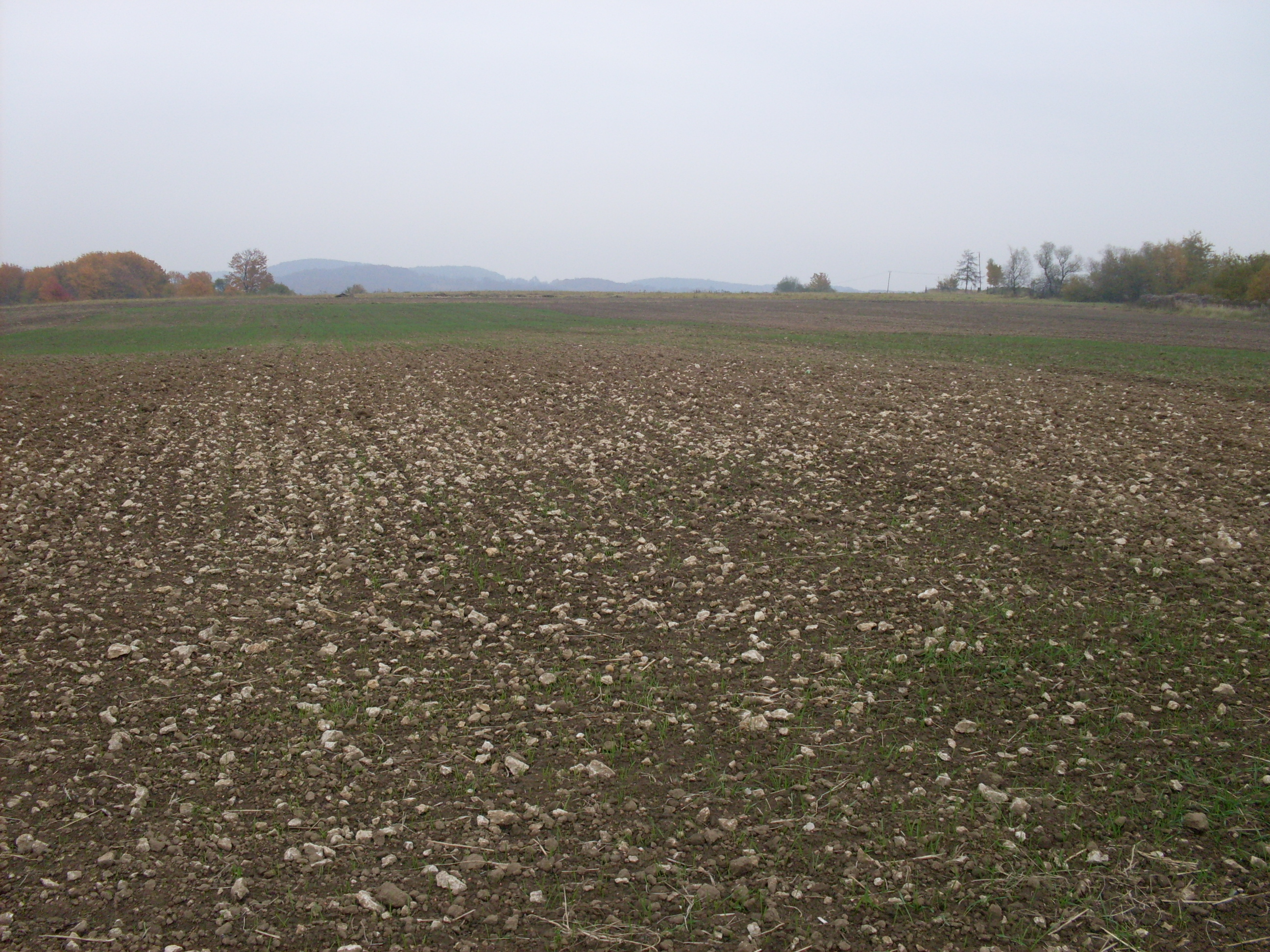
Biała Góra

Biała Góra – wzgórze o wysokości 454,1 m n.p.m. Znajduje się na Wyżynie Olkuskiej w paśmie wzniesień o nazwie Marmurowe Wzgórza, na południe od centrum Paczółtowic (działka nr 770 w Paczółtowicach) i na północ od miejscowości Dębnik w województwie małopolskim.